# Живильна лінія
Лінія живильна (рос. линия питающая, англ. feeder line; нім. Speiseleitung f) – 
- 1) У підводній морській експлуатаційній системі – трубопровід, який іде від експлуатаційної свердловини до маніфольда.

- 2) Головний розподілювальний трубопровід у мережі трубопроводів, по яких перепомповують природний газ (магістральний трубопровід).